# Тітов Нікіта
Нікіта Тітов, також Nikita Titov, також Микита Титов (нар. 2 липня 1973, м. Йихві, Естонія) — художник, ілюстратор, плакатист, театральний художник, digital-художник.

## Біографія
Нікіта Тітов народився у невеличкому шахтарському містечку Йихві на північному сході Естонії, звідти родом його мати. Батько — українець, з Чугуєва. Батьки познайомилися в Петербурзі, де мати вивчала мистецтвознавство, а батько філософію. До третього класу він мешкав у бабусі Хільди в Естонії, коли батьки отримали кімнату у Харкові, переїхав жити до них. Потім знову мешкав у Естонії, де закінчив 8 класів і далі навчався в Харкові. З того часу постійно проживає в Україні.
По закінченні школи намагався потрапити на навчання до Харківського художньо-промислового інституту, але там йому порадили взагалі не робити спроб стати художником. Попри ці рекомендації Нікіта вступив до Харківського педагогічного інституту, на художньо-графічний факультет. Після навчання займався живописом, вступив до молодіжного відділення Харківської спілки художників. У цей час у нього виявили алергію на олійні фарби.
У пошуках роботи 2002 року переїхав до Києва. Працював ілюстратором і артдиректором в рекламній агенції «БЕЙТС Украина». 2014 року захворів, повернувся до батьків у Харків на вулицю Алчевських.
З серпня 2018 року працював художником у Харківському літературному музеї.
1 грудня 2021 року після продажу квартири в Харкові разом з мамою переїжджає до Києва. 23 лютого 2022 року по справах приїжджає до Харкова. 24 лютого повертається до Києва.
Від початку повномаштабного вторгнення проживає в Івано-Франківську.
Був одружений, має сина Луку (2009 р.н.).

## Творчість

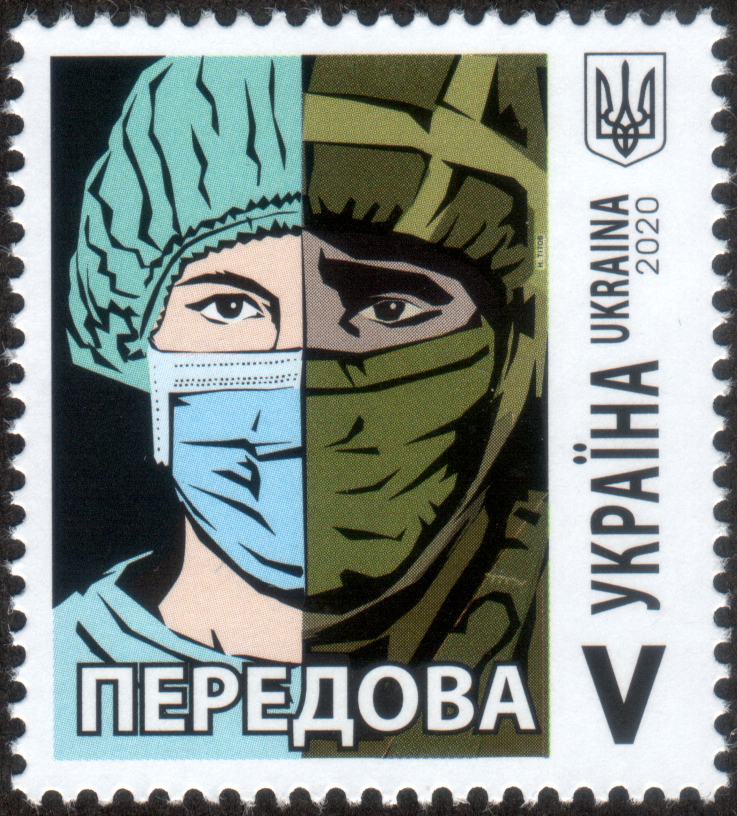

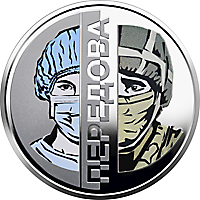

Малювати почав у дитинстві, вважав це несерйозним захопленням.
По закінченні навчання у виші займався живописом, який його дуже захоплював. Несподівано отримав алергію від олійних фарб, вимушений був залишити цю техніку.
Працював як ілюстратор, малював сторі-борди, етикетки для товарів різних брендів. Пізніше відійшов від малювання взагалі.
Хрещеним батьком у творчості Нікіта Тітов вважає Андрія Єрмоленка, з яким має спільні проєкти.

### Плакати
Перший плакат «Країна народжується» зробив під час Майдану у грудні 2013 року. З 2014 року почав робити більше плакатів, які є для автора своєрідним щоденником. Вони відзеркалюють його реакцію на подію, яка «сильно відгукувалась у моєму серці, про яку я думав чи якій співчував…Таке стисле, чітке, дуже просте повідомлення, але воно зчитується настільки швидко, що людина за кілька секунд розуміє, що я мав на увазі. Це така концентрація думок і дуже виразний засіб донести їх до людини».
На сьогодні має декілька різних проєктів, які автор розподілив на альбоми, і кожен заповнюється окремо. Це «Колискова», «Казкові персонажі», «Інтроспекція», «В сенсі», «Крила», «ЧБ», «Ніжне», «Поличка» та інші, які об'єднані темою і єдиною стилістикою. Плакати політичні, а також веселі, життєрадісні твори. Роботи серії «Тваринки» у чомусь нагадують твори Марії Примаченко.

### Театральні проекти
Нікіта у творчому доробку має оформлення театральних проектів. Першим серед яких є театральний благодійний арт-проект «Оскар і Рожева пані» за участі Ірми Вітовської, який збирає кошти на лікування онкохворих діток. У виставі А. Єрмоленко був головний художник, Н. Тітов створював дитячі малюнки, які проеціювалися на сцені.
Нікіта Тітов є художником вистави про війну на Донбасі «Чуваки не святкують, або Ukrainian» від театру «Ампулка», прем'єра якої відбулася у грудні 2020 року.
Влітку 2020 року у садочку Харківського літературного музею відбувся проєкт «Казавмазав» — своєрідна мистецька «дуель» художника Нікіти Тітова та поета Івана Сеніна. Спільний творчий проект у якому перегукуються між собою вірші та малюнки митців..
Плакат Нікіти Тітова «Передова», на якому зображені військовий і медик став ескізом поштової марки, яка 1 червня 2020 року введена в обіг.
12 жовтня 2020 року Національний банк України ввів в обіг пам'ятну монету України «Передова» номіналом 5 гривень. При її створенні були використані  образи з однойменного плакату Тітова. Монета перемогла у конкурсі «Краща монета року України» за 2020 року у номінації «Краще розкриття теми».
Нікіта Тітов є автором обкладинок понад 10 книг, зокрема Володимира В'ятровича "За лаштунками «Волині-43» та «(Не)історичні миті».
Тітов є автором постера Одеського міжнародного кінофестивалю (2021). Ідеєю постера стала традиційна українська символіка, зокрема традиційна вишивка, яка поєднується з кінематографом і стає свідченням того, що національне кіно є значною частиною української культурної ДНК. На постері стилізовано вишиті знімальна камера, VR-окуляри, як символ майбутнього світового кінематографу, силует пам'ятника Дюку, статуетка якого є головною нагородою фестивалю.
Один з авторів настільної гри Харківського літературного музею «Супер! Герой!».
За власним висловом, пише в жанрі «наївне мистецтво». За допомогою двох кольорів та однієї лінії передає як біль, так і сміх.
Роботи Нікіти Тітова можна побачити на сторінках Facebook і Twitter.

### Виставки
Перша виставка плакатів, близько 20, майже рік була розміщена в київському театрі «Золоті ворота».
Велика персональна виставка «Шлях свободи. П'ять років України в плакатах Нікіти Тітова» відкрилася 18 грудня 2018 року в «Укрінформі». 23 роботи художника були розміщені на вікнах інформаційної агенції та всередині приміщення. Серед них: «Тиша, яка вбиває», «Серце волонтера», «Календар війни». Організаторами виставки виступили Національний меморіальний комплекс Героїв Небесної Сотні — Музей Революції Гідності, Українське національне інформаційне агентство «Укрінформ», Центр досліджень визвольного руху та Український інститут національної пам'яті. Під час відкриття виставки Володимир В'ятрович, на той час директор Українського інституту національної пам'яті, відзначив, що роботи Нікіти Тітова є важливим нагадуванням про те, що війна триває. І не лише на фронті, а й в тилу, на інформаційному рівні. Художника він назвав «одним із тих воїнів, які і боронять Україну в цій інформвійні».
За рік експозиція, завдяки Музею Революції Гідності, стала мандрівною. Експонувалася у Чернігівському художньому музеї (листопад 2019 р.), на міжнародному мистецькому форумі ArtForum в історико-культурному комплексі «Запорізька Січ» (серпень 2020 р.).
У травні 2020 року, під час карантину, у садочку Харківського літературного музею онлайн відкрили вуличну виставку портретів українських письменників «Поличка». Її складають портрети українських письменників, намальовані чорними лініями. 28 оригінальних портретів — від Григорія Сковороди до Сергія Жадана з цитатами з творів авторів, які зібрали працівники музею. Першими Нікіта намалював Сергія Жадана та Павла Тичину, згодом — Тараса Шевченка. На «полиці» є і друзі художника — Руслан Горовий, Артем Полежака, Іван Семесюк.
Виставка «Щодення» до першої річниці нового щодення країни з початку повномасштабного вторгнення Росії в Україну у Хмельницькому обласному художньому музеї.